# Ramulus xingshanense
Ramulus xingshanense är en insektsart som först beskrevs av Chen, S.C. och Yun He He 1997.  Ramulus xingshanense ingår i släktet Ramulus och familjen Phasmatidae. Inga underarter finns listade i Catalogue of Life.